# Idaea gallagheri
Idaea gallagheri là một loài bướm đêm trong họ Geometridae.